# Erik Akerboom
Erik Steven Maria Akerboom (Lisse, 24 april 1961) is een Nederlandse topambtenaar. Per 1 mei 2020 is hij benoemd tot directeur-generaal van de Algemene Inlichtingen- en Veiligheidsdienst (AIVD). Hiervoor was Akerboom van 1 maart 2016 tot 1 mei 2020 korpschef van de Nationale Politie in de rang van eerste hoofdcommissaris. Eerder bekleedde hij functies als Nationaal Coördinator Terrorismebestrijding en Veiligheid (2009-2012) en secretaris-generaal van het ministerie van Defensie (2012-2016).

## Opleiding en carrière
Akerboom studeerde van 1982 tot 1986 aan de politieacademie in Apeldoorn. Hierna trad hij toe tot het politiekorps in Utrecht. Hier vervulde hij tot 1998 diverse functies. In deze tijd behaalde hij zijn doctoraalexamen politicologie aan de Vrije Universiteit Amsterdam. Van 1998 tot 2003 was Akerboom directeur Democratische Rechtsorde bij de Algemene Inlichtingen- en Veiligheidsdienst (AIVD), waarna hij politiekorpschef in de regio Brabant-Noord werd.
In april 2009 volgde hij Tjibbe Joustra op als Nationaal Coördinator Terrorismebestrijding (NCTV). Hij bewerkstelligde in deze functie de integratie van de NCTb met de directie Nationale Veiligheid en cyber security. Vanaf december 2012 was hij secretaris-generaal van het ministerie van Defensie, als opvolger van Ton Annink.
Per 1 maart 2016 volgde Akerboom Gerard Bouman op als korpschef van de Nationale Politie. Per 1 mei 2020 volgde Akerboom Dick Schoof op als hoofd van de Algemene Inlichtingen- en Veiligheidsdienst (AIVD). Als korpschef Nationale Politie werd hij opgevolgd door Henk van Essen.